# جلخانز خوتاغت سودنومين دامدينبزار
جلخانز خوتاغت سودنومين دامدينبزار (بالمنغولية: Жалханз Хутагт Содномын Дамдинбазар)‏‏ (1874 - 23 يونيو 1923) كان مثالًا بوذيًا [الإنجليزية] هامًا من شمال غرب منغوليا، حيث لعب دورًا بارزًا في حركة استقلال البلاد في عام 1911. شغل منصب رئيس الوزراء مرتين، الأولى في عام 1921 جزءًا من حكومة بوجد خان العميلة التي أنشأها رومان فون أونجرن ستيرنبرغ [الإنجليزية]، ومرة أخرى من عام 1922 إلى عام 1923 في ظل الحكومة الثورية لحزب الشعب المنغولي [الإنجليزية].